# Joel Enarsson
Joel Erling Enarsson, född 27 juni 1993, är en svensk fotbollsspelare som spelar för IFK Karlshamn. Han har tidigare spelat för IFK Norrköping och GIF Sundsvall i Allsvenskan. 

## Karriär
I december 2014 skrev Enarsson på ett ettårskontrakt för IFK Norrköping. Redan i mars 2015 förlängdes kontraktet med ytterligare ett år.
Inför säsongen 2017 skrev han på för Mjällby AIF. I november 2017 värvades Enarsson av FK Karlskrona, där han skrev på ett tvåårskontrakt. I januari 2021 värvades Enarsson av IFK Karlshamn.